# Біреш Ілона Олександрівна
Ілона Олександрівна Біреш (18 вересня 1994 року) — українська сумоїстка, майстер спорту України міжнародного класу.
Тренувалась з 2004 року у Євгена Шутенка на базі відділення боротьби ДЮСШ відділу освіти міста Жовті Води. Студентка сімферопольского колледжу КЕІ КНЕУ за спеціальністю «Оціночна діяльність», тренувалась у Віктора Сердюкова-Аляб'єва.

## Участь у змаганнях
| Дата       | Змагання                        | Місто         | Позиція |
| ---------- | ------------------------------- | ------------- | ------- |
| 2008-11-16 | Чемпіонат України (U15)         | Луцьк         |         |
| 2009-08-20 | European Cup                    | Лозанна       | silver  |
| 2010-04-22 | European Cup (judo)             | Чехія Тепліце | 5       |
| 2010-05-1  | European Cup (sumo)             | Київ          |         |
| 2010-05-25 | European Cup (judo)             | Щирк          |         |
| 2010-09-01 | European Cup (U17) між кадетами | Київ          |         |
| 2012-10-27 | World Cup                       | Гонконг       | gold    |
| 2013-03-20 | Чемпіонат України (U21)         | Луцьк         | 5       |